# اجران (السياني)

تعديل مصدري - تعديل

اجران محلة تابعة لقرية الدحية، التابعة لعزلة المجزع بمديرية السياني إحدى مديريات محافظة إب في الجمهورية اليمنية.، بلغ تعداد سكانها 124 حسب تعداد اليمن لعام 2004.